# KBO 리그의 개막전 시구자 목록
다음은 KBO 리그 역대 개막전의 시구자 목록이다. 한국프로야구 출범 첫 경기의 시구자는 당시 대통령이었던 전두환이었다.

## 역대 개막전 시구자
| 연 도  | 일 자     | 장 소                    | 대 진                                                   | 시 구 자                                                                                                  | 직업(직책) |
| ------ | --------- | ------------------------ | ------------------------------------------------------- | --- | --- |
| 1982년 | 3월 27일  | 동대문                   | MBC vs 삼성                                             | 전두환 | 대통령 |
| 1983년 | 4월 2일   | 잠실                     | MBC vs OB                                               | 이원경 | 체육부 장관 |
| 1984년 | 4월 7일   | 광주 잠실 인천           | 해태 vs 롯데 MBC vs OB 삼미 vs 삼성                     | 정선호 염보현 김찬회                                                                                      | 체육부 차관 서울특별시장 인천직할시장                                                                                   |
| 1985년 | 3월 30일  | 사직 대구 동대문         | 롯데 vs 삼미 삼성 vs 해태 OB vs MBC                     | 권오현 이상연 염보현                                                                                      | 부산일보 사장 대구직할시장 서울특별시장                                                                                 |
| 1986년 | 3월 29일  | 대구 사직 광주           | 삼성 vs 청보 롯데 vs MBC 해태 vs OB                     | 이상연 정채진 전석홍                                                                                      | 대구직할시장 부산직할시장 전라남도지사                                                                                  |
| 1987년 | 4월 4일   | 광주 잠실 사직           | 해태 vs 삼성 MBC vs OB 롯데 vs 청보                     | 김양배 황선필 김주호                                                                                      | 광주직할시장 MBC 청룡 구단주 부산직할시장                                                                               |
| 1988년 | 4월 2일   | 광주 사직 잠실           | 해태 vs 삼성 롯데 vs OB MBC vs 빙그레                   | 김양배 강태홍 김용래                                                                                      | 광주직할시장 부산직할시장 서울특별시장                                                                                  |
| 1989년 | 4월 8일   | 광주 사직 잠실           | 해태 vs 빙그레 롯데 vs 삼성 OB vs MBC                   | 김집 안상영 이국신                                                                                        | 체육부 장관 부산직할시장 OB 베어스 성인회원 1호                                                                         |
| 1990년 | 4월 8일   | 광주 인천 잠실           | 해태 vs 빙그레 태평양 vs 삼성 OB vs LG                  | 정동성 서성환 박경갑                                                                                      | 체육부 장관 태평양 구단주 OB 베어스 성인회원                                                                            |
| 1991년 | 4월 5일   | 잠실 대구 광주 대전      | LG vs 태평양 삼성 vs 롯데 해태 vs OB 빙그레 vs 쌍방울   | 박철언 이해봉 이효계 홍선기                                                                               | 체육청소년부 장관 대구직할시장 광주직할시장 대전직할시장                                                                |
| 1992년 | 4월 4일   | 광주 대전 대구 사직      | 해태 vs 태평양 빙그레 vs LG 삼성 vs 쌍방울 롯데 vs OB   | 이진삼 홍선기 이해봉 우병택                                                                               | 체육청소년부 장관 대전직할시장 대구직할시장 부산시의회 의장                                                             |
| 1993년 | 4월 10일  | 부산 광주 대구           | 롯데 vs OB 해태 vs LG 삼성 vs 쌍방울                    | 오세응 강영기 이의익                                                                                      | 국회 문화·체육·공보 위원장 광주직할시장 대구직할시장                                                                    |
| 1994년 | 4월 9일   | 광주 대구 잠실 인천      | 해태 vs 한화 삼성 vs 롯데 OB vs 쌍방울 태평양 vs LG     | 이민섭 조해녕 우수연 최기선 외 4명                                                                        | 문화체육부 장관 대구직할시장 OB 베어스 어린이팬 인천직할시장                                                            |
| 1995년 | 4월 15일  | 잠실 인천 대전 광주      | LG vs 삼성 태평양 vs 롯데 한화 vs OB 해태 vs 쌍방울     | 김영삼 서성환 외 4명 김보성 강운태                                                                        | 대통령 태평양 구단주 대전광역시장 광주광역시장                                                                          |
| 1996년 | 4월 13일  | 잠실 사직 인천 광주      | OB vs 삼성 롯데 vs 한화 현대 vs LG 해태 vs 쌍방울       | 채시라 문정수 이내흔 외 3명 송언종                                                                        | 탤런트 부산광역시장 현대 유니콘스 구단주 광주직할시장                                                                   |
| 1997년 | 4월 12일  | 광주 인천 전주 대전      | 해태 vs 롯데 현대 vs 삼성 쌍방울 vs LG 한화 vs OB       | 송태호 최기선 외 2명 유종근 홍선기                                                                        | 문화체육부 장관 인천광역시장 전라북도지사 대전광역시장                                                                  |
| 1998년 | 4월 11일  | 광주 잠실 전주 대구      | 해태 vs OB LG vs 현대 쌍방울 vs 한화 삼성 vs 롯데       | 신낙균 한석규 김수미 안상미                                                                               | 문화관광부 장관 탤런트 탤런트, 쌍방울 레이더스 후원회장 나가노 동계올림픽 금메달리스트                                  |
| 1999년 | 4월 3일   | 인천 잠실 대구 사직      | 현대 vs 해태 LG vs 쌍방울 삼성 vs 한화 롯데 vs 두산     | 신낙균 최민식 장준관 안상영                                                                               | 문화관광부 장관 영화배우 대구상고 야구선수 부산광역시장                                                                 |
| 2000년 | 4월 5일   | 대전 사직 잠실 대구      | 한화 vs 현대 롯데 vs LG 두산 vs 해태 삼성 vs SK         | 박지원 안상영 이휘재 이나영                                                                               | 문화관광부 장관 부산광역시장 개그맨 탤런트                                                                              |
| 2001년 | 4월 5일   | 수원 잠실 대구 인천      | 현대 vs 롯데 두산 vs 해태 삼성 vs 한화 SK vs LG         | 김한길 애덤 킹 이주형 최기선                                                                              | 문화관광부 장관 해외 입양아 체조선수 인천광역시장                                                                       |
| 2002년 | 4월 5일   | 잠실 대구 수원 대전      | 두산 vs KIA 삼성 vs LG 현대 vs SK 한화 vs 롯데          | 박철순 강신성일 심재덕 홍선기                                                                             | 前 OB 베어스 선수 국회의원, 영화배우 수원시장 대전광역시장                                                              |
| 2003년 | 4월 5일   | 대구 잠실 광주 수원      | 삼성 vs 두산 LG vs SK KIA vs 한화 현대 vs 롯데          | 엄정화 이명박 김원희 김용서                                                                               | 가수 서울특별시장 탤런트 수원시장                                                                                       |
| 2004년 | 4월 4일   | 수원 문학 대구 잠실      | 현대 vs 한화 SK vs LG 삼성 vs 롯데 두산 vs KIA          | 비 감사용 김제동 이명박                                                                                   | 가수 前 삼미 야구선수 방송인 서울시장                                                                                   |
| 2005년 | 4월 2일   | 수원 대구 잠실 광주      | 현대 vs SK 삼성 vs 롯데 두산 vs LG KIA vs 한화          | 이해찬 김승현 이미연 정준하                                                                               | 국무총리 프로농구 선수 탤런트 방송인, 배우                                                                              |
| 2006년 | 4월 8일   | 대구 잠실 문학 대전      | 삼성 vs 롯데 두산 vs LG SK vs 현대 한화 vs KIA          | 조해녕 하인스 워드 송유근 정준호                                                                          | 대구광역시장 美 슈퍼볼 MVP 8세 인하대 입학 소년 영화배우                                                                |
| 2007년 | 4월 6일   | 대구 대전 수원 잠실      | 삼성 vs 두산 한화 vs SK 현대 vs 롯데 LG vs KIA          | 김범일 당시 아직 이름이 정해지지 않은 마스코트 (시구) / 노피 (시타) 김시진/이호준/정상준 오세훈           | 대구광역시장 구단 신&구 마스코트 현대감독/팬클럽회장/어린이회원대표 서울특별시장                                        |
| 2008년 | 3월 29일  | 문학 대구 대전           | SK vs LG 삼성 vs KIA 한화 vs 롯데                       | 유인촌 김범일 안길성                                                                                      | 문화체육관광부 장관 대구광역시장 소원초등학교 의항분교 어린이                                                           |
| 2008년 | 3월 30일* | 잠실                     | 두산 vs 우리                                            | 이화선 | 영화배우 |
| 2009년 | 4월 4일   | 문학 잠실 사직 대구      | SK vs 한화 두산 vs KIA 롯데 vs 히어로즈 삼성 vs LG      | 유인촌 오세훈 허남식 은동령                                                                               | 문화체육관광부 장관 서울특별시장 부산광역시장 대구시 의료관광 홍보대사                                                  |
| 2010년 | 3월 27일  | 문학 잠실 사직 대구      | SK vs 한화 두산 vs KIA 롯데 vs 넥센 삼성 vs LG          | 이승훈(시구) / 모태범(시타) 이상화 현아 김하나                                                            | 스피드 스케이팅 선수 가수 (포미닛) 육상 단거리 선수                                                                     |
| 2011년 | 4월 2일   | 광주 문학 잠실 사직      | KIA vs 삼성 SK vs 넥센 두산 vs LG 롯데 vs 한화          | 강운태 한철원(시구) / 문현숙(시타) 박철순(시구) / 김우열(시타) / 김경문(시포) 안성기(시구) / 박은영(시타) | 광주광역시장 만학도 부부 前 OB베어스 선수 영화배우/KBS 아나운서                                                         |
| 2012년 | 4월 7일   | 문학 대구 잠실 사직      | SK vs KIA 삼성 vs LG 두산 vs 넥센 롯데 vs 한화          | 주미선 / 주재민 문호세(시구) / 우동기(시타) 박하선 강소라                                                 | 다문화가정 야구교육 프로그램 참가자 칠곡중학교 학생/대구광역시 교육감 탤런트                                            |
| 2013년 | 3월 30일  | 문학 대구 광주 사직      | SK vs LG 삼성 vs 두산 KIA vs 넥센 롯데 vs 한화          | 이시영 정태호(시구) / 김대성(시타) 강운태 조진웅(시구) / 한고은(시타)                                     | 탤런트 개그맨 광주광역시장 탤런트                                                                                       |
| 2013년 | 4월 2일   | 창원                     | 롯데 vs NC                                              | 김성길(시타) / 이지원(시구)                                                                               | 창원야구 원로인/사파초등학교 야구선수                                                                                   |
| 2014년 | 3월 29일  | 문학 대구 잠실 사직      | SK vs 넥센 삼성 vs KIA 두산 vs LG 롯데 vs 한화          | 김유진 김성균 이상화 허남식                                                                               | 태권도 선수 배우 스피드 스케이팅 선수 부산광역시장                                                                      |
| 2014년 | 4월 1일   | 창원                     | KIA vs NC                                               | 김영권(시구) / 김상준(시타)                                                                               | 신풍초등학교 야구선수/양덕초등학교 야구선수                                                                             |
| 2015년 | 3월 28일  | 광주 대구 잠실 사직 목동 | KIA vs LG 삼성 vs SK 두산 vs NC 롯데 vs KT 넥센 vs 한화 | 윤장현 / 임지용 박성호(시구) / 박창기(시타) / 박용현(시포) 찬미(시구) / 지민(시타) 김정자 전지윤          | 광주광역시장/KIA 타이거즈 어린이팬 삼성 라이온즈 원년 어린이회원 가족 가수 (AOA) 고 최동원 선수의 어머니 가수 (포미닛)  |
| 2016년 | 4월 1일   | 마산 대구 잠실 고척 문학 | NC vs KIA 삼성 vs 두산 LG vs 한화 넥센 vs 롯데 SK vs KT | 이기용 김연아 박성웅 박원순 유정복                                                                        | 마산 동중학교 2학년 야구부 전 피겨스케이팅 국가대표 배우 서울특별시장 인천광역시장                                      |
| 2017년 | 3월 31일  | 마산 대구 잠실 고척 문학 | NC vs 롯데 삼성 vs KIA 두산 vs 한화 넥센 vs LG SK vs KT | 홍성민(시구) / 이희성(시타) 권영진 지성 이대휘 오찬영 / 오다니엘 / 오요셉                                 | 2017 주니어 다이노스 스프링 챔피언십 최우수선수 대구광역시장 배우 아이돌연습생 입양가족                                 |
| 2018년 | 3월 24일  | 마산 잠실 광주 고척 문학 | LG vs NC 삼성 vs 두산 kt vs KIA 한화 vs 넥센 롯데 vs SK | 미상 이상화 유노윤호 박해수(시투) / 안창환(시포) 이정훈(시구) / 최서운(시타)                              | 2018 주니어 다이노스 스프링 챔피언십 최우수선수 스피드스케이팅 선수 가수 (동방신기) 배우 SK 다문화 야구단 선수/지역주민 |
| 2019년 | 3월 23일  | 마산 잠실 광주 사직 문학 | 삼성 vs NC 한화 vs 두산 LG vs KIA 키움 vs 롯데 kt vs SK | 김성길(시구), 김택진(시포) 김서형 이용섭 김소혜 이태오(시구) / 오연지(시타)                               | 전 무학초등학교 야구부 감독 / NC 구단주 배우 광주광역시장 배우 겸 가수 상인천초등학교 야구부/복싱선수                   |
| 2020년 | 5월 5일   | 수원 잠실 광주 대구 문학 | 롯데 vs KT 두산 vs LG 키움 vs KIA NC vs 삼성 한화 vs SK | 이라온(비접촉 특별시구) 이성구 노준표                                                                     | KT wiz 어린이회원 대구시의사회장 어린이 기부 천사                                                                       |